# Johannes Hinderbach

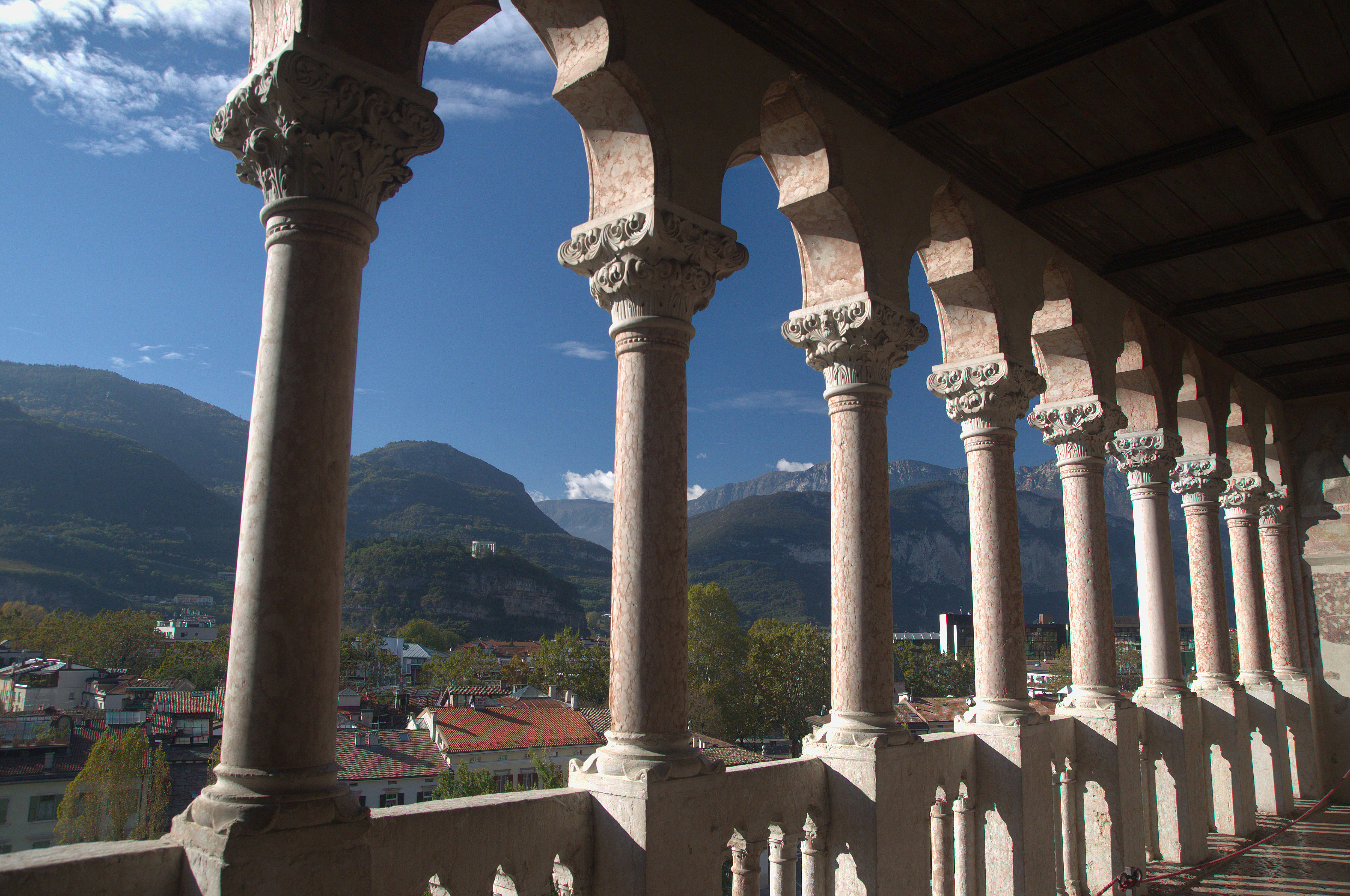
Arquitetura gótica Loggia Castello del Buonconsiglio Trento Italy.

Johannes Hinderbach (1418–1486) (* Rauschenberg, 15 de agosto de 1418 † Trento, 21 de setembro de 1486) foi humanista, jurista, orador, poeta e bispo de Trento (1466). É conhecido, sobretudo, por haver continuado a história do imperador Frederico III, iniciada por Enea Silvio Piccolomini (1405-1464) e pelo seu envolvimento no caso de Simão de Trento.

## Biografia
Frequentou as universidades de Viena e de Pádua, onde se formou Bacharel em 1437 em direito em 1452. Em 1448 foi nomeado embaixador de Frederico III em Milão, one fez amizade com Enea Silvio Piccolomini. No ano seguinte foi sacerdote da paróquia de Mödling, nos arredores de Viena. Em 1452, durante uma pomposa cerimônia, com a presença de Frederico III de Habsburgo, dirigiu-se a Roma para a coroação imperial e para as núpcias com Eleonora de Portugal, Hinderbach recebeu o doutorado em direito canônico. Foi cônego em Passau, Regensburgo e Trento, onde também foi reitor, em 1455.
Tendo abraçado a carreira eclesiástica, em 30 de Agosto de 1465 foi eleito bispo de Trento, por Frederico III, sendo confirmada sua nomeação pelo papa em 12 de Maio de 1466. Durante o seu episcopado em Trento foi fundada a primeira tipografia da cidade, que se caracterizou pela coleção de preciosos manuscritos que Hinderbach colocou na biblioteca episcopal, e comentou extensamente. A ele se deve a reconstrução do Castello del Buonconsiglio (1475) e da Igreja de São Pedro (1478).
O nome de Hinderbach é muitas vezes associado aos Códices de Trento, a mais completa coleção de música polifônica sacra do século XV.

## O Caso do menino Simão de Trento
As relações harmoniosas entre os Cristão e os Judeus em Trento haviam despertado o ódio do frade franciscano fanático Bernardino da Feltre, que era filho de um notório inimigo dos judeus. Em seus sermões na quaresma do ano 1475, ele tentou incitar o povo contra os judeus, mas, ao contrário, provocou apenas algum descontentamento por parte dos Cristãos. Ele prognosticou que na próxima Páscoa judaica iria acontecer um ritual de assassinato. Confirmando seus vaticínios, o pequeno Simão, com apenas 28 meses de idade, desapareceu no dia 23 de Março de 1475. O seu cadáver foi encontrado alguns dias mais tarde 
A comunidade judaica foi considerada culpada, e acusada de ter usado o sangue da criança para a  cozedura das matzás, vários foram presos e dezessete deles confessaram sob tortura, prática judicial comum naquele tempo. O bispo de Trento, Johannes Hinderbach, foi mais tarde suspeito de se ter apropriado dos bens confiscados aos judeus, chegando a ser investigado pelo Papa Sisto IV.

## Obras
- Historia eiusdem (Friderici III imperatoris) expeditionis et belli
- Oratio facta Senis ... ex parte serenissimi etc. Friderici Romanorum imperatoris coram Pio papa II anno eius primo de mense Marcii